# Picaflors estriat
El picaflors estriat (Dicaeum chrysorrheum) és un ocell de la família dels diceids (Dicaeidae).

## Hàbitat i distribució
Habita boscos, vegetació secundària i terres de conreu de les terres baixes, des del nord-est de l'Índia i sud-oest de la Xina i cap al sud a fins Sumatra, Borneo i Java.